# Laelia anceps
Laelia anceps là một loài lan đặc hữu to México và Guatemala.

## Hình ảnh

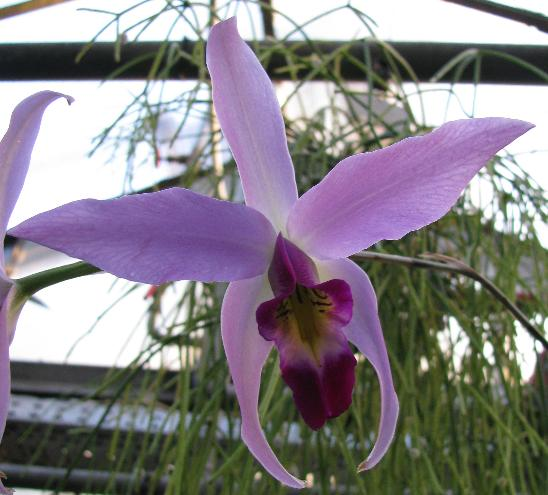
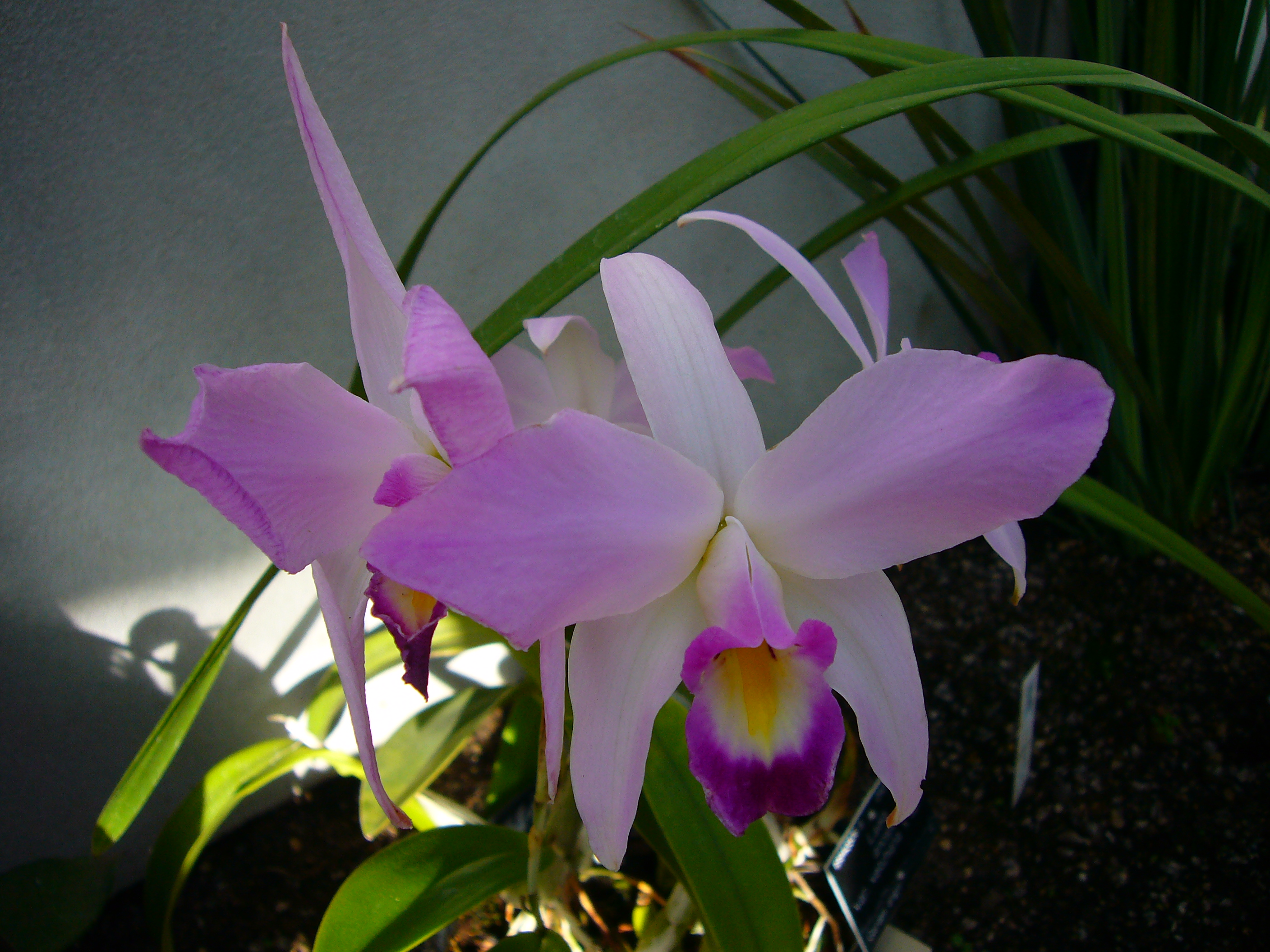
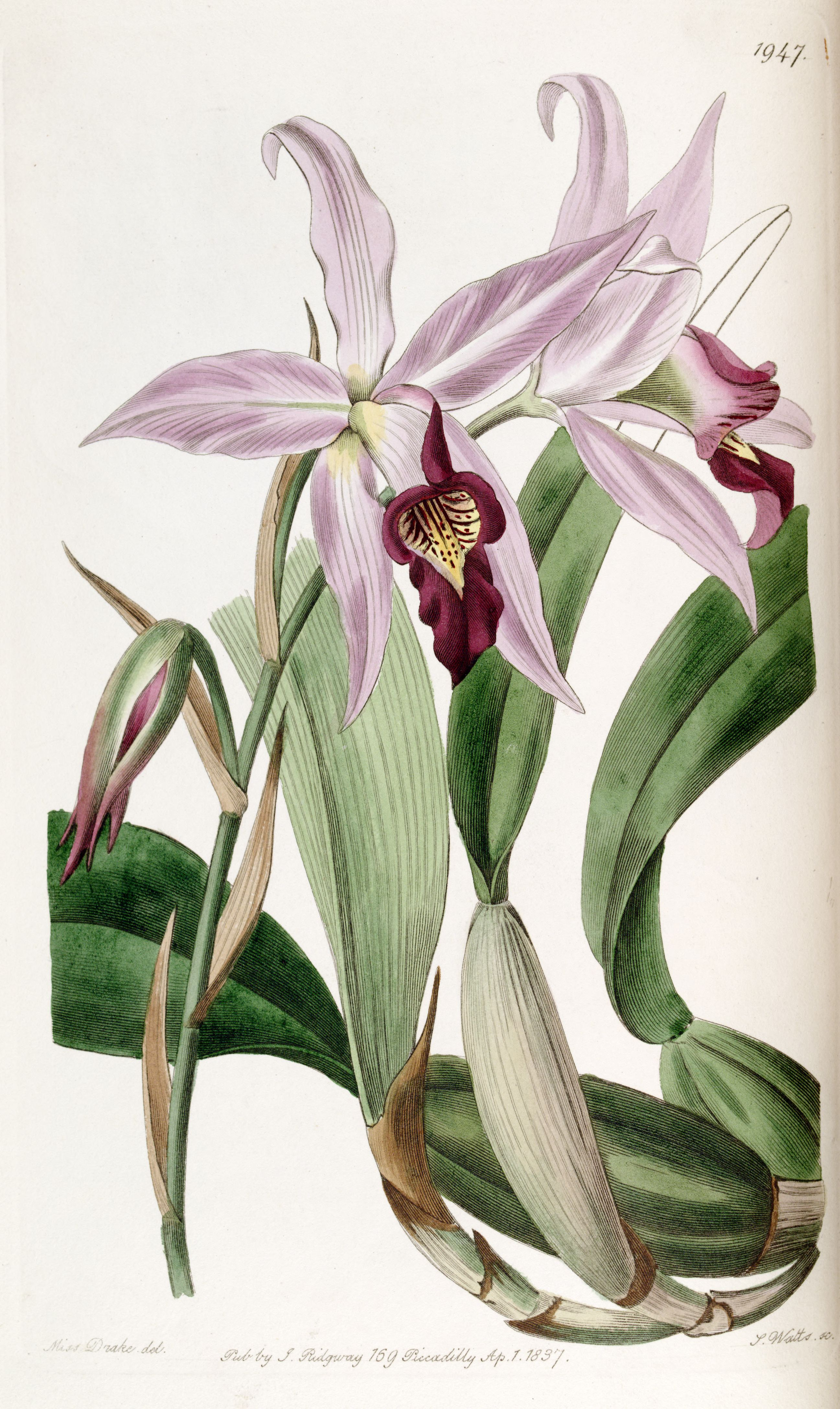
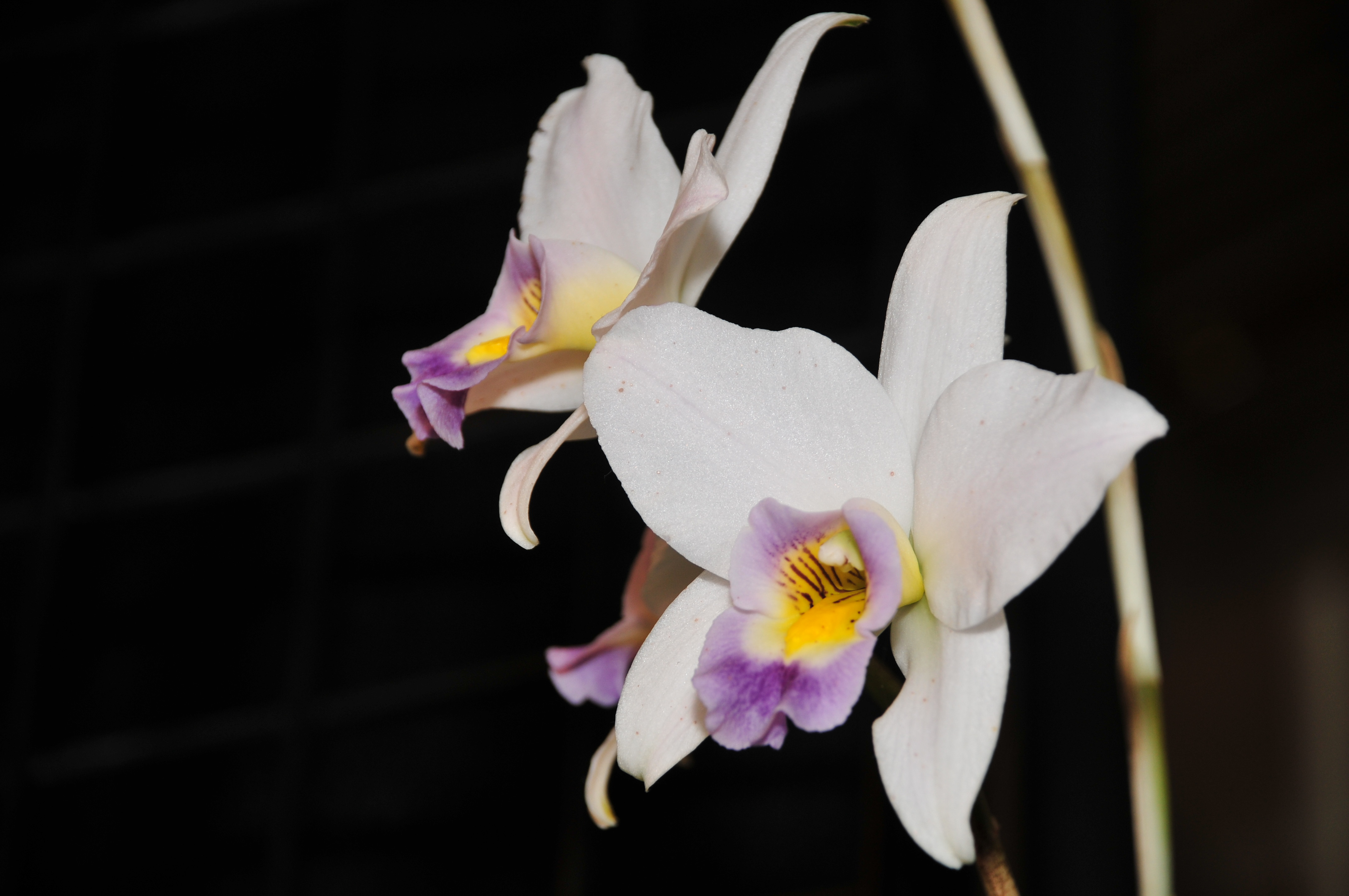

## Subspecies
- Laelia anceps ssp. anceps (México to Guatemala). The diploid chromosome number of L. anceps ssp. anceps has been determined as 2n = 40
- Laelia anceps ssp. dawsonii (J.Anderson) Rolfe (México - Guerrero, Oaxaca). The diploid chromosome number of L. anceps ssp. dawsonii has been determined as 2n = 40.[2]